# Katalin Amália orániai hercegnő
Katalin Amália (teljes nevén Catharina-Amalia Beatrix Carmen Victoria; született Hága, 2003. december 7. –)  Oránia, Oránia-Nassau és Hollandia hercegnője, Vilmos Sándor holland király legidősebb lánya. 2013. április 30. óta a Holland Királyság trónörököse.

## Születése

Katalin Amália címere

Katalin Amália 2003. december 7-én, délután 17:01-kor született Hága HMC Bronovo kórházában Oránia-Nassaui Vilmos Sándor trónörökös és felesége, Máxima hercegné első gyermekeként. Születésének bejelentését a Holland Királyság négy helyén: Den Helder és Hága városokban Hollandiában, Willemstadban a Holland Antillákon és az arubai Oranjestadban 101 lövésből álló díszsortűzzel üdvözölték.
Katalin Amáliát 2004. június 12-én keresztelték meg a hágai Grote Kerk-ben. Keresztszülei Konstantin herceg (apai nagybátyja), Viktória svéd trónörökös, Herman Tjeenk Willink (az Államtanács akkor alelnöke), Martín Zorreguieta (anyai nagybátyja), Samantha Deane (anyja barátnője) és Marc ter Haar (apja barátja) voltak. A keresztelőn részt vettek anyai nagyszülei, Jorge Zorreguieta és María del Carmen Cerruti Carricart, akik a másfél évvel korábbi hercegi esküvőn politikai okokból nem lehettek jelen (Zorreguieta Jorge Rafael Videla diktátor mezőgazdasági minisztere volt Argentínában).

## Tanulmányai

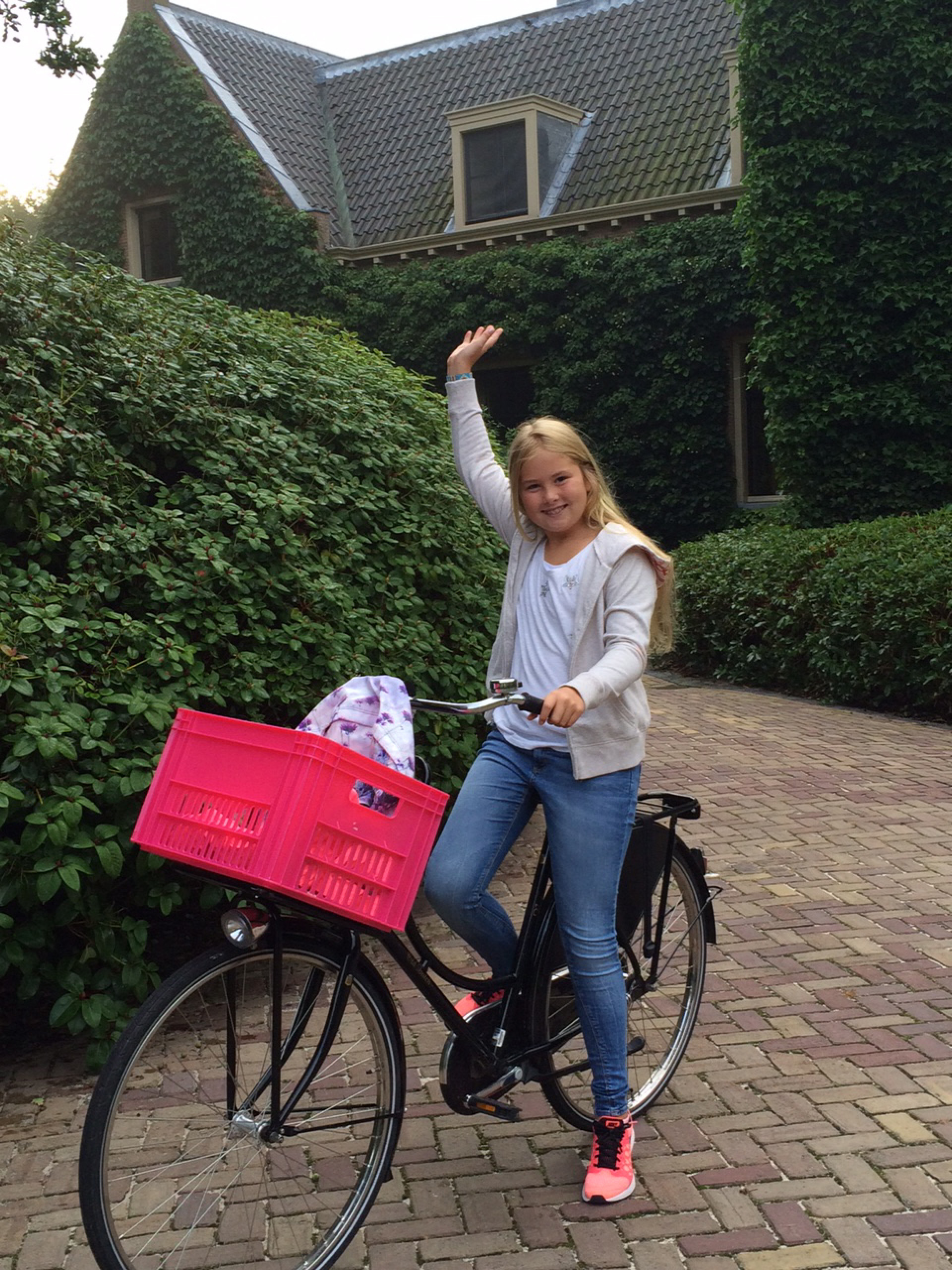
A hercegnő iskolába menet (2015)

Katalin Amália hercegnőnek két húga van, Alexia (szül. 2005) és Ariane (szül. 2007). Családjával együtt Wassenaar városában élt a Villa Eikenhorst királyi rezidenciában. 2007. december 10-től a wassenaari Bloemcampschool általános iskolába járt, majd annak befejezése után a hágai Christelijk Gymnasium Sorghvliet gimnáziumban folytatja tanulmányait (ahol Konstantin nagybátyja felesége, Laurentien hercegnő is tanult).
A hercegnő születésnapján hagyományosan koncertet adnak a hágai Kloosterkerk templomban, amelyen részt vesznek a királyi család és az Államtanács tagjai, valamint a külföldi országok nagykövetei.
Katalin Amália hollandul, angolul és némileg spanyolul beszél.
A KLM légitársaság igazgatója, Peter Hartman a hercegnő hetedik születésnapján róla nevezte el azt a Douglas C–47 Skytrain típusú repülőgépet, amely valamikor Katalin Amália dédapjának, Bernhard von Biesterfeldnek a tulajdonában volt. A hercegnő iskolai kötelezettsége miatt nem tudott részt venni az ünnepségen.
Katalin Amália 2010 júniusában koszorúslány volt keresztanyja, Viktória koronahercegnő és Daniel Westling stockholmi esküvőjén.
2013. április 30-án Beatrix királynő lemondott a trónról, amelyet Katalin Amália apja örökölt. Egyúttal a trónörökösi cím a hercegnőre szállt, aki megkapta az Oránia hercegnője címet is. Nagykorúvá válásakor, 18 éves korában tagja lett az Államtanácsnak is.

## Címei
- 2003. december 7. – 2013. április 30.: Ő királyi fensége, Hollandia hercegnője, Oránia-Nassau hercegnője[14]
- 2013. április 30. után: Ő királyi fensége, Oránia hercegnője, Hollandia hercegnője, Oránia-Nassau hercegnője[14]

Testvéreihez hasonlóan születése óta viseli a Hollandia és az Oránia-Nassau hercegnője címeket. Trónörökösként kijár neki az Oránia hercegnője titulus is. 

## Fordítás
Ez a szócikk részben vagy egészben  a   Catharina-Amalia, Princess of Orange című angol Wikipédia-szócikk ezen változatának fordításán alapul.  Az eredeti cikk szerkesztőit annak laptörténete sorolja fel. Ez a jelzés csupán a megfogalmazás eredetét és a szerzői jogokat jelzi, nem szolgál a cikkben szereplő információk forrásmegjelöléseként.